# Henry Lawes (Produzent)
Henry „Junjo“ Lawes (* um 1948 in Kingston, Jamaika; † 14. Juni 1999 in London, England) war ein jamaikanischer Musikproduzent. Er war einer der erfolgreichsten Produzenten des frühen Dancehall.

## Leben und Wirken
Anfangs versuchte Henry Lawes eine musikalische Karriere als Sänger zu starten, so unter anderem mit dem Trio Grooving Locks. Im Jahr 1978 begann er als Musikproduzent tätig zu werden, als Linval Thompson, der seine Aufnahmen zu jener Zeit selbst produzierte, Lawes gefragt hatte, ob er ihm bei dessen Album I Love Marijuana als Produktionsassistent zur Seite stehen wolle.
Lawes profitierte von den dabei gesammelten Erfahrungen und im folgenden Jahr betrat er das Studio von Channel One als Produzent des von ihm frisch entdeckten, am Anfang seiner Karriere stehenden, Barrington Levy. Lawes produzierte 1979 mit ihm zunächst in schneller Folge mehrere erfolgreiche Singles, und dann dessen Debütalbum Bounty Hunter. Die Platte wurde ein Riesenerfolg, sie machte Barrington Levy auf Anhieb zu einem Star in Jamaika und Lawes zu einem der angesagtesten Produzenten der Insel. Rückblickend wird Bounty Hunter häufig sogar als das Fundament des Dancehall bezeichnet, mit Sicherheit ist es eines der ersten Dancehall-Alben überhaupt.
Lawes verfügte auch später über kein eigenes Studio und produzierte in der folgenden Zeit gewöhnlich bei Channel One. Er hatte schon bei diesen ersten Aufnahmen mit Barrington Levy mit einer Crew zusammengearbeitet, zu der die Roots Radics als Instrumental-Band gehörten, die mit rauen, schroffen Riddims den Sänger begleitete, sowie zu Anfang auch mit Scientist als Toningenieur, der sich mit seinem innovativen Stil bald zu einem der bedeutenden Dub-Mixer der beginnenden Dancehall-Ära entwickelte. Mit dieser Stammbesetzung und wechselnden Sängern prägte und dominierte man den frühen Dancehall für einige Jahre. Auf der Welle des Erfolgs mit Barrington Levy gründete Lawes seine eigenen Musiklabels Volcano und Arrival, deren Platten u. a. über Greensleeves Records vertrieben wurden. Lawes arbeitete in der Folge mit zahlreichen Musikern zusammen, die sich meldeten, um von ihm produziert zu werden. Darunter waren die Wailing Souls, deren 1980 herausgekommener Song Fire House Rock und das gleichnamige Album zu Reggae-Klassikern wurden und Lawes Ansehen als Produzent weiter festigten. Lawes produzierte dann in den frühen 1980ern auch eine ganze Reihe von Hits mit Yellowman, dem seinerzeit populärsten Deejay Jamaikas.
Viele der von Lawes produzierten Aufnahmen waren Versionen klassischer Studio-One-Stücke, die von den Roots Radics oder von der High Times Band, Lawes zweiter Studiomusiker-Gruppe, an die musikalische Entwicklung der Zeit angepasst und neu eingespielt wurden. Einen ähnlichen Ansatz verfolgte Lawes auch bei der Arbeit mit einer Reihe von altgedienten Sängern, deren Songs für den Dancehall modernisiert wurden, so u. a. Johnny Osbourne, John Holt, Don Carlos von Black Uhuru, Hugh Mundell, Alton Ellis, Junior Murvin, Leroy Smart und Ken Boothe.
Es entstanden einige der größten Hits Jamaikas der frühen 1980er, neben den Erfolgen von Yellowman produzierte Lawes beispielsweise Wa Do Dem von Eek-a-Mouse, Johnny Osbournes Ice Cream Love, John Holts Police In Helicopter, Barrington Levys Prison Oval Rock, Diseases von Michigan & Smiley, Dancehall Style von Little John, Michael Prophets Gunman und Pass the Tu-Sheng-Peng, mit dem der junge Frankie Paul seinen Durchbruch schaffte. Auch in der Folge produzierte Lawes mit Frankie Paul weitere Hits mit denen dieser sich im Dancehall einen Namen machte. Eine weitere Musiker-Karriere, bei deren Anfang Lawes maßgeblichen Anteil hatte, war die von Cocoa Tea, mit dem er unter anderem Rocking Dolly produzierte. Weitere prägende Einflüsse übte Lawes auch mit der „Erfindung“ der Clash-Alben aus, auf denen zwei Sänger zum Soundclash antreten oder mit dem 1983 gegründeten Soundsystem Volcano Hi Power, das sich mit guter technischer Ausstattung und originellen Dubplates schnell zu einem der tonangebenden Sounds Jamaikas entwickelte.
Im Jahr 1985 verlegte Lawes seine Tätigkeit nach New York, geriet dort jedoch in Konflikt mit dem Gesetz und verbrachte einige Jahre im Gefängnis. Als er aus der Haft entlassen wurde und 1991 nach Jamaika zurückkehrte, hatte ihn die musikalische Entwicklung längst überholt, der Dancehall hatte sich mit dem Aufkommen vollständig auf digitalen Sounds basierenden Stücken radikal gewandelt. Lawes setzte trotzdem die Arbeit mit alten Bekannten wie Cocoa Tea und Yellowman fort, versuchte es auch mit jüngeren Künstlern wie Ninjaman und Shaka Shamba, aber er konnte nicht mehr an die großen Erfolge der frühen 1980er anknüpfen. Lawes verließ Jamaika schließlich wieder und zog nach London. Am 14. Juni 1999 wurde Henry „Junjo“ Lawes in Harlesden in London von zwei Unbekannten erschossen, der Fall konnte von der Polizei nicht aufgeklärt werden.